# Nyctemera galbana
Nyctemera galbana là một loài bướm đêm thuộc phân họ Arctiinae, họ Erebidae.